# Isla de Gigha
isla de Gigha (en gaélico escocés, Giogha) es una pequeña isla del grupo de las Hébridas Interiores, localizada frente a la costa oeste de Kintyre, Escocia. La isla forma parte de Argyll y Bute y alberga una población de 150 personas. El nombre de la isla procede de Gudey (en nórdico antiguo: "isla buena" o "isla de Dios"). La isla mide 9,5 km de largo, con una anchura máxima de 2,5 km, ocupando una superficie de 1,8 km².

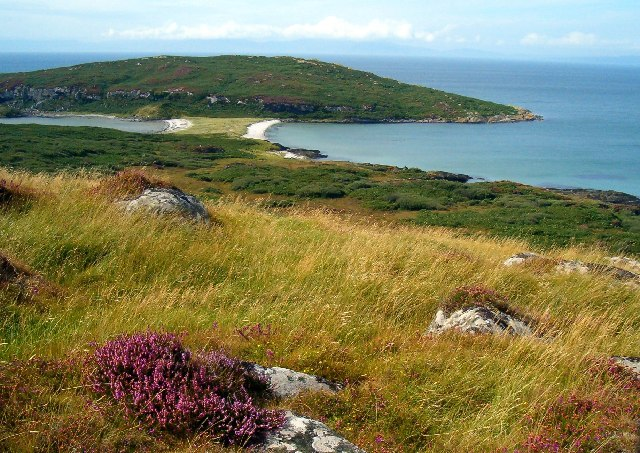
Las playas gemelas en Eilean Garbh, Gigha.

La isla alcanzó su máximo de población en el siglo XVIII, situándose por encima de los 700 habitantes, pero su número disminuyó drásticamente en los años 60 hasta las cifras actuales.